# پر تئودر کلیو
پر تئودر کلیو (۱۰ فوریهٔ ۱۸۴۰ تا ۱۸ ژوئن ۱۹۰۵) شیمیدان و زمین‌شناس سوئدی بود. وی پس از پایان درسش در سال ۱۸۵۸ در دبیرستان استکهلم، در ماه مه همانسال در دانشگاه اوپسالا نام‌نویسی کرد و تحصیلات خود را در همان دانشگاه تا مقطع دکتری ادامه داد. او مدرک دانش‌آموختگی‌اش را در سال ۱۸۶۳ دریافت کرد. او پس از همکاری با دانشگاه اوپسالا و سفر به اروپا و آمریکای شمالی، در سال ۱۸۷۴ مدرک استادی در شیمی عمومی و کشاورزی را اوپسالا بدست آورد. در ۱۸۷۱ او به عضویت آکادمی سلطنتی علوم سوئد پذیرفته شد و در سال ۱۸۹۴ نشان دیوی را از انجمن سلطنتی دریافت کرد. این نشان برای پژوهش‌هایش در زمینهٔ خاک‌های کمیاب به او داده شد. کانی کلویت برای بزرگداشت کلیو چنین نام گذاری شده‌است. کلیو پدر آسترید کلیو، گیاه‌شناس و شیمی‌دان و پدربزرگ اولف فون اویلر، دانشمند کاراندام‌شناسی، داروشناسی و برندهٔ جایزهٔ نوبل بود. داماد او، هانس فون اویلر شلپین، (همسر آسترید کلیو) نیز برنده جایزه نوبل شده‌است.
کلیو در سال ۱۸۷۴ دریافت که دیدیمیم عنصر نیست بلکه خود آمیخته‌ای از دو عنصر نئودیمیم و پرازئودیمیم است. او همچنین عنصرهای هولمیم و تولیم را هم شناسایی کرد.